# 신슈신정
신슈신정(일본어: 信州新町)은 나가노현 가미미노치군에 있던 정이였다.
2010년 1월 1일에 나가노시에 편입되었기 때문에 폐지되었다.

## 역사
- 1955년 3월 31일 - 가미미노치 군 신 정과 사라시나 군 노부시 촌, 히하라 촌이 합병해 가미미노치 군 신슈신 정이 성립하였다.
- 2010년 1월 1일 - 나가노시에 편입, 합병되었다.

## 교통

### 도로
- 국도 19호선